# Top Gear test track
Top Gear test track é uma das mais famosas Pista de testes do mundo. Ela ganhou notoriedade por ser a pista usada no programa de televisão Top Gear, da BBC.
O circuito fica localizado dentro do Dunsfold Aerodrome, no condado de Surrey, Reino Unido.

## O Traçado do Circuito
O traçado do circuito usa o trecho noroeste do aeródromo, que foi projetado especialmente pela Lotus Cars. O layout da pista é um formato de uma “figura-em-8” e é considerado desafiador, com poucos pontos de referência para tomadas de curvas e pela própria configuração da pista. Segundo Richard Hammond, o traçado também serve para deixar os carros em condições mais iguais, pois tempos de aceleração de 0 a 96 km/h e velocidades máximas não servem de nada nesta pista, fato que pode ser comprovado ao se comparar a tabela de tempos, onde um Caterham Seven Superlight R500 conseguiu ser 0.4 segundo mais rápido do que um Bugatti Veyron.

## Recordes da Pista
| Tempo   | Veículo                                                                             | Episódio                  |
| ------- | ----------------------------------------------------------------------------------- | ------------------------- |
| 01:13.7 | McLaren 675LT                                                                       | Temporada 23, Episódio 02 |
| 01:13.8 | Pagani Huayra                                                                       | Temporada 19, Episódio 01 |
| 01:14.3 | BAC Mono                                                                            | Temporada 20, Episódio 02 |
| 01:15.1 | Ariel Atom V8 500 (moist)                                                           | Temporada 16, Episódio 01 |
| 01:15.1 | Dodge Viper ACR                                                                     | Temporada 23, Episódio 01 |
| 01:15.7 | Audi R8 V10 Plus                                                                    | Temporada 23, Episódio 03 |
| 01:15.8 | Lamborghini Huracán                                                                 | Temporada 22, Episódio 01 |
| 01:16.0 | Mercedes-AMG GT R (partly damp)                                                     | Temporada 24, Episódio 06 |
| 01:16.1 | Porsche 991 GT3 RS                                                                  | Temporada 24, Episódio 06 |
| 01:16.2 | McLaren MP4-12C                                                                     | Temporada 17, Episódio 03 |
| 01:16.5 | Lamborghini Aventador LP700-4                                                       | Temporada 17, Episódio 06 |
| 01:16.8 | Bugatti Veyron Super Sport                                                          | Temporada 15, Episódio 05 |
| 01:17.1 | Gumpert Apollo S                                                                    | Temporada 11, Episódio 06 |
| 01:17.3 | Ascari A10                                                                          | Temporada 10, Episódio 09 |
| 01:17.4 | Ferrari F12                                                                         | Temporada 20, Episódio 02 |
| 01:17.5 | Mercedes-AMG GT S                                                                   | Temporada 22, Episódio 04 |
| 01:17.6 | Koenigsegg CCX (with Top Gear Wing)                                                 | Temporada 08, Episódio 04 |
| 01:17.6 | Honda NSX (second generation)                                                       | Temporada 23, Episódio 06 |
| 01:17.7 | Noble M600 (cold)                                                                   | Temporada 14, Episódio 05 |
| 01:17.8 | Nissan GT-R (2012)                                                                  | Temporada 17, Episódio 04 |
| 01:17.8 | Pagani Zonda Roadster F (Clubsport Version)                                         | Temporada 12, Episódio 04 |
| 01:17.9 | Caterham Seven Superlight R500 (cold)                                               | Temporada 12, Episódio 06 |
| 01:18.3 | Bugatti Veyron 16.4                                                                 | Temporada 12, Episódio 04 |
| 01:18.4 | Pagani Zonda F                                                                      | Temporada 07, Episódio 04 |
| 01:18.9 | Maserati MC12                                                                       | Temporada 06, Episódio 02 |
| 01:19.0 | Lamborghini Murciélago LP670-4 SuperVeloce                                          | Temporada 13, Episódio 02 |
| 01:19.0 | Mercedes-Benz SLS AMG Black Temporada                                               | Temporada 20, Episódio 04 |
| 01:19.0 | Enzo Ferrari                                                                        | Temporada 05, Episódio 02 |
| 01:19.1 | Ferrari 458 Italia                                                                  | Temporada 15, Episódio 06 |
| 01:19.5 | Lamborghini Gallardo LP560-4                                                        | Temporada 12, Episódio 01 |
| 01:19.5 | Porsche 997 GT2                                                                     | Temporada 12, Episódio 01 |
| 01:19.5 | Ariel Atom 2 300                                                                    | Temporada 05, Episódio 09 |
| 01:19.6 | Mercedes-Benz SLS AMG Roadster                                                      | Temporada 18, Episódio 02 |
| 01:19.7 | Nissan GT-R                                                                         | Temporada 11, Episódio 05 |
| 01:19.7 | Ferrari 430 Scuderia                                                                | Temporada 11, Episódio 01 |
| 01:19.8 | Chevrolet Corvette Stingray (written as Corvette S'ray)                             | Temporada 22, Episódio 05 |
| 01:19.8 | Ferrari 599 GTO                                                                     | Temporada 16, Episódio 02 |
| 01:19.8 | Lamborghini Murciélago LP640                                                        | Temporada 09, Episódio 05 |
| 01:19.9 | Porsche Carrera GT                                                                  | Temporada 04, Episódio 04 |
| 01:20.0 | Chevrolet Corvette C6 ZR1 (damp)                                                    | Temporada 14, Episódio 02 |
| 01:20.4 | Koenigsegg CCX (without Top Gear Wing)                                              | Temporada 08, Episódio 01 |
| 01:20.7 | Ascari KZ1 (damp)                                                                   | Temporada 07, Episódio 01 |
| 01:20.9 | Mercedes-Benz SLR McLaren                                                           | Temporada 04, Episódio 02 |
| 01:21.0 | Mercedes-Benz C63 AMG Black Temporada                                               | Temporada 18, Episódio 05 |
| 01:21.2 | Ferrari 599 GTB Fiorano                                                             | Temporada 10, Episódio 03 |
| 01:21.4 | Alfa Romeo Giulia Quadrifoglio                                                      | Temporada 24, Episódio 02 |
| 01:21.5 | Aston Martin DB11                                                                   | Temporada 24, Episódio 03 |
| 01:21.6 | Porsche Cayman GTS                                                                  | Temporada 22, Episódio 05 |
| 01:21.6 | BMW F80 M3                                                                          | Temporada 24, Episódio 02 |
| 01:21.6 | Porsche 718 Cayman S                                                                | Temporada 24, Episódio 07 |
| 01:21.6 | Jaguar F-Type R                                                                     | Temporada 22, Episódio 07 |
| 01:21.6 | Audi R8 V10 (damp)                                                                  | Temporada 14, Episódio 02 |
| 01:21.7 | Mercedes-Benz SLS AMG Electric Drive                                                | Temporada 20, Episódio 04 |
| 01:21.9 | Ford GT                                                                             | Temporada 04, Episódio 08 |
| 01:22.2 | Porsche 997 Turbo Cabriolet                                                         | Temporada 15, Episódio 04 |
| 01:22.3 | Caterham Seven 620R (wet)                                                           | Temporada 21, Episódio 04 |
| 01:22.3 | Audi R8 V10 Spyder                                                                  | Temporada 15, Episódio 04 |
| 01:22.3 | Ferrari 360 Challenge Stradale                                                      | Temporada 04, Episódio 03 |
| 01:22.3 | Porsche 911 GT3 RS                                                                  | Temporada 04, Episódio 03 |
| 01:22.4 | Chevrolet Corvette C6 Z06                                                           | Temporada 08, Episódio 02 |
| 01:22.5 | Noble M15                                                                           | Temporada 08, Episódio 08 |
| 01:22.8 | Lexus LFA (wet)                                                                     | Temporada 14, Episódio 07 |
| 01:22.9 | Ferrari F430 F1                                                                     | Temporada 06, Episódio 08 |
| 01:22.9 | Porsche 911 Sport Classic                                                           | Temporada 15, Episódio 02 |
| 01:22.9 | Alpine A110                                                                         | Temporada 25, Episódio 06 |
| 01:23.0 | Mercedes-Benz SL65 AMG Black Temporada                                              | Temporada 13, Episódio 03 |
| 01:23.1 | KTM X-Bow (Not Shown on TV) (Driven by first white Stig)                            | —                         |
| 01:23.1 | Maserati Gran Turismo MC Stradale                                                   | Temporada 18, Episódio 05 |
| 01:23.2 | Porsche 911 GT3                                                                     | —                         |
| 01:23.3 | Ferrari F430 Spider F1                                                              | Temporada 06, Episódio 08 |
| 01:23.3 | Jaguar XKR-S                                                                        | Temporada 17, Episódio 04 |
| 01:23.7 | Lamborghini Murciélago (retested)                                                   | Temporada 03, Episódio 04 |
| 01:23.8 | Pagani Zonda C12 S 7.3 (partly damp)                                                | Temporada 01, Episódio 01 |
| 01:23.9 | Aston Martin DBS                                                                    | Temporada 10, Episódio 07 |
| 01:23.9 | Koenigsegg CC8S                                                                     | Temporada 02, Episódio 07 |
| 01:24.0 | Ariel Atom 1 220                                                                    | Temporada 02, Episódio 06 |
| 01:24.0 | Mercedes AMG S63                                                                    | Temporada 24, Episódio 03 |
| 01:24.2 | Veritas RS III                                                                      | Temporada 12, Episódio 06 |
| 01:24.3 | Prodrive P2 (concept)                                                               | Temporada 08, Episódio 05 |
| 01:24.4 | Audi R8 (damp)                                                                      | Temporada 10, Episódio 02 |
| 01:24.4 | Aston Martin Virage                                                                 | Temporada 17, Episódio 02 |
| 01:24.6 | TVR Sagaris                                                                         | Temporada 06, Episódio 07 |
| 01:24.8 | Alfa Romeo 4C                                                                       | Temporada 21, Episódio 02 |
| 01:24.8 | Mitsubishi Lancer Evolution VIII MR FQ-400(damp)                                    | Temporada 05, Episódio 07 |
| 01:24.8 | TVR Tuscan Mk.II                                                                    | Temporada 06, Episódio 03 |
| 01:24.9 | Bentley Continental GT Supersports                                                  | Temporada 15, Episódio 01 |
| 01:24.9 | Porsche Boxster Spyder                                                              | Temporada 15, Episódio 02 |
| 01:24.9 | Mercedes-Benz E63 AMG                                                               | Temporada 15, Episódio 03 |
| 01:25.0 | Noble M12 GTO-3                                                                     | Temporada 02, Episódio 10 |
| 01:25.0 | BMW 1 Temporada M Coupe (damp)                                                      | Temporada 17, Episódio 01 |
| 01:25.0 | Caterham R400                                                                       | Temporada 02, Episódio 06 |
| 01:25.1 | BMW M135i                                                                           | Temporada 21, Episódio 05 |
| 01:25.1 | Lotus Exige S                                                                       | Temporada 08, Episódio 03 |
| 01:25.1 | Zenos E10 S (damp)                                                                  | Temporada 23, Episódio 05 |
| 01:25.3 | BMW M3 (E90 Saloon)                                                                 | Temporada 12, Episódio 05 |
| 01:25.4 | Ford GT40                                                                           | Temporada 05, Episódio 08 |
| 01:25.6 | Honda Civic Type R (FK8)                                                            | Temporada 25, Episódio 03 |
| 01:25.6 | Lexus LC500                                                                         | Temporada 25, Episódio 03 |
| 01:25.7 | Lotus Evora (written as Lotus Dress Shop)                                           | Temporada 13, Episódio 01 |
| 01:25.7 | Audi RS4                                                                            | Temporada 07, Episódio 02 |
| 01:25.7 | Lamborghini Gallardo Spyder                                                         | Temporada 08, Episódio 07 |
| 01:25.8 | Lamborghini Gallardo (wet)                                                          | Temporada 03, Episódio 04 |
| 01:25.9 | Morgan Aero 8 GTN                                                                   | Temporada 05, Episódio 05 |
| 01:26.0 | Mercedes-Benz CLK 63 AMG Black Temporada                                            | Temporada 11, Episódio 02 |
| 01:26.0 | BMW Z4 M Roadster (E85)                                                             | Temporada 08, Episódio 04 |
| 01:26.0 | Noble M400 (Shown on Top Gear Revved Up DVD)                                        | —                         |
| 01:26.0 | Mitsubishi Lancer Evolution VIII MR FQ320                                           | Temporada 04, Episódio 04 |
| 01:26.2 | BMW M5 (E60)                                                                        | Temporada 06, Episódio 09 |
| 01:26.2 | Porsche 911 Carrera S (997) (damp) (written as Porsche Rubbish)                     | Temporada 10, Episódio 02 |
| 01:26.2 | Brabus S Biturbo Roadster                                                           | Temporada 09, Episódio 04 |
| 01:26.3 | Vauxhall VXR8 Bathurst S                                                            | Temporada 13, Episódio 07 |
| 01:26.4 | Lotus Exige (mildly moist)                                                          | Temporada 04, Episódio 01 |
| 01:26.4 | Ford Focus RS                                                                       | Temporada 24, Episódio 01 |
| 01:26.5 | BMW M3 E92 Competition Pack (moist)                                                 | Temporada 16, Episódio 05 |
| 01:26.7 | Porsche Cayman S                                                                    | Temporada 07, Episódio 02 |
| 01:26.7 | Jaguar XFR (written as Jaaaaag XFR)                                                 | Temporada 13, Episódio 05 |
| 01:26.8 | Chevrolet Corvette C6 LS2                                                           | Temporada 04, Episódio 10 |
| 01:26.8 | Aston Martin V12 Vantage (Not Shown on TV)                                          | —                         |
| 01:26.8 | Ferrari 575M Maranello GTC                                                          | Temporada 05, Episódio 04 |
| 01:26.9 | Lexus IS-F                                                                          | Temporada 12, Episódio 05 |
| 01:26.9 | Mercedes-Benz CLS55 AMG                                                             | Temporada 06, Episódio 01 |
| 01:27.0 | BMW M5 E39                                                                          | —                         |
| 01:27.0 | KTM X-Bow (Driven by new Stig)                                                      | Temporada 18, Episódio 06 |
| 01:27.1 | Aston Martin Vanquish S                                                             | Temporada 05, Episódio 04 |
| 01:27.1 | Aston Martin DB9                                                                    | Temporada 04, Episódio 01 |
| 01:27.1 | HSV Maloo                                                                           | Temporada 13, Episódio 07 |
| 01:27.2 | Porsche 911 GT3 (996) (very wet)                                                    | Temporada 03, Episódio 01 |
| 01:27.2 | Tesla Roadster (mildly moist)                                                       | Temporada 12, Episódio 07 |
| 01:27.3 | Spyker C8 Spyder (with hard top)                                                    | Temporada 04, Episódio 07 |
| 01:27.4 | Aston Martin DBS (wet)                                                              | Temporada 10, Episódio 07 |
| 01:27.5 | Audi RS5 (moist)                                                                    | Temporada 16, Episódio 05 |
| 01:27.5 | Nissan 370Z GT                                                                      | Temporada 13, Episódio 06 |
| 01:27.5 | TVR T350C                                                                           | Temporada 02, Episódio 10 |
| 01:27.5 | Eagle Low Drag GT                                                                   | Temporada 22, Episódio 07 |
| 01:27.6 | Cosworth Impreza STI CS400 (wet) (written as Subaru Cossie)                         | Temporada 16, Episódio 03 |
| 01:27.7 | Renault Mégane RenaultSport Cup 265                                                 | Temporada 19, Episódio 04 |
| 01:27.8 | Wiesmann MF 3                                                                       | Temporada 06, Episódio 03 |
| 01:27.9 | Chevrolet Camaro SS                                                                 | Temporada 15, Episódio 03 |
| 01:28.0 | Roush Mustang                                                                       | Temporada 09, Episódio 06 |
| 01:28.0 | BMW M3 CSL (E46) (wet)                                                              | Temporada 03, Episódio 02 |
| 01:28.1 | Renault Mégane R26.R                                                                | Temporada 13, Episódio 04 |
| 01:28.2 | BMW Z4 sDrive35i (E89)                                                              | Temporada 13, Episódio 06 |
| 01:28.2 | BMW X5 M (E70) (wet)                                                                | Temporada 14, Episódio 04 |
| 01:28.2 | Marcos TSO GT2                                                                      | Temporada 07, Episódio 05 |
| 01:28.2 | Lotus Elise Sport 190                                                               | Temporada 02, Episódio 06 |
| 01:28.2 | Subaru Impreza WRX STI                                                              | Temporada 11, Episódio 02 |
| 01:28.2 | Mitsubishi Lancer Evolution X FQ-300                                                | Temporada 11, Episódio 02 |
| 01:28.3 | Vauxhall Astra VXR                                                                  | Temporada 19, Episódio 04 |
| 01:28.5 | Dodge Viper SRT-10 (very wet)                                                       | Temporada 05, Episódio 03 |
| 01:28.6 | Volkswagen Golf GTI Mk7 (with performance pack)                                     | Temporada 21, Episódio 05 |
| 01:28.6 | MG XPower SV                                                                        | Temporada 03, Episódio 07 |
| 01:28.7 | Porsche Boxster S                                                                   | Temporada 08, Episódio 04 |
| 01:28.7 | Audi TT MTM Bimoto (cold tyres)                                                     | Temporada 01, Episódio 10 |
| 01:28.9 | Mitsubishi Lancer Evolution VIII MR FQ-300                                          | Temporada 02, Episódio 06 |
| 01:28.9 | Porsche 997 Carrera S (very wet)                                                    | —                         |
| 01:29.0 | Mercedes-Benz CL65 AMG                                                              | Temporada 04, Episódio 09 |
| 01:29.0 | Lamborghini Murciélago (partly damp)                                                | Temporada 01, Episódio 01 |
| 01:29.0 | Alpina Z8 Roadster                                                                  | Temporada 02, Episódio 03 |
| 01:29.2 | BMW M5 (F10) (Very Wet)                                                             | Temporada 18, Episódio 07 |
| 01:29.3 | Ford Focus RS Mk II                                                                 | Temporada 13, Episódio 04 |
| 01:29.4 | AS One                                                                              | Temporada 01, Episódio 10 |
| 01:29.4 | Subaru Impreza WRX STI WR1                                                          | Temporada 04, Episódio 04 |
| 01:29.5 | Range Rover Sport                                                                   | Temporada 20, Episódio 06 |
| 01:29.6 | Volkswagen Golf GTI Mk VII (Sport Mode)                                             | Temporada 20, Episódio 03 |
| 01:29.6 | Volkswagen Golf GTI W12-650 Concept                                                 | Temporada 10, Episódio 01 |
| 01:29.6 | Ford Focus ST                                                                       | Temporada 19, Episódio 04 |
| 01:29.9 | Zenvo ST1 (very wet)                                                                | Temporada 21, Episódio 03 |
| 01:30.0 | Autodelta Alfa Romeo 147 GTA 3.7                                                    | Temporada 04, Episódio 02 |
| 01:30.0 | Ford Shelby GT500                                                                   | Temporada 09, Episódio 06 |
| 01:30.1 | Subaru Impreza WRX STi                                                              | Temporada 02, Episódio 06 |
| 01:30.1 | Vauxhall Monaro VXR                                                                 | Temporada 06, Episódio 11 |
| 01:30.3 | Alfa Romeo Giulietta Quadrifoglio Verde                                             | Temporada 24, Episódio 02 |
| 01:30.4 | Aston Martin DB7 GT (with full tank of fuel)                                        | Temporada 02, Episódio 04 |
| 01:30.4 | Volkswagen Golf R32 mk.V                                                            | Temporada 07, Episódio 06 |
| 01:30.8 | Focus RS 500 (wet)                                                                  | Temporada 16, Episódio 03 |
| 01:30.9 | Audi S4 quattro 4.2                                                                 | Temporada 02, Episódio 02 |
| 01:31.0 | Vauxhall Corsa VXR Nurburgring (partly snowy)                                       | Temporada 18, Episódio 03 |
| 01:31.0 | Porsche 996 Turbo (wet)                                                             | Temporada 02, Episódio 05 |
| 01:31.2 | BMW 760Li (wet)                                                                     | Temporada 14, Episódio 01 |
| 01:31.3 | Vauxhall VX220 Turbo                                                                | Temporada 02, Episódio 06 |
| 01:31.3 | Vauxhall VXR8 (wet)                                                                 | Temporada 10, Episódio 08 |
| 01:31.3 | Toyota GT86 (partly wet)                                                            | Temporada 19, Episódio 03 |
| 01:31.4 | Audi TT Mk.II 2.0T                                                                  | Temporada 09, Episódio 02 |
| 01:31.5 | Honda NSX-R (wet)                                                                   | Temporada 03, Episódio 09 |
| 01:31.8 | BMW M3 E46                                                                          | Temporada 02, Episódio 02 |
| 01:31.8 | BMW 535d                                                                            | Temporada 06, Episódio 10 |
| 01:31.8 | Nissan 350Z                                                                         | Temporada 03, Episódio 05 |
| 01:31.8 | Mazda RX-8                                                                          | Temporada 03, Episódio 05 |
| 01:31.9 | BMW 130i (E87)                                                                      | Temporada 07, Episódio 06 |
| 01:32.0 | Mazda RX-8                                                                          | Temporada 09, Episódio 02 |
| 01:32.0 | Renaultsport Clio 200T                                                              | Temporada 20, Episódio 01 |
| 01:32.7 | Ford Fiesta ST                                                                      | Temporada 20, Episódio 01 |
| 01:33.2 | Peugeot 208 GTi                                                                     | Temporada 20, Episódio 01 |
| 01:32.1 | Mercedes-Benz S63 AMG (wet)                                                         | Temporada 14, Episódio 01 |
| 01:32.2 | Ford Focus RS Mk I                                                                  | Temporada 01, Episódio 02 |
| 01:32.2 | Mazda 6 MPS                                                                         | Temporada 08, Episódio 06 |
| 01:32.3 | Renaultsport Mégane 225 Cup                                                         | —                         |
| 01:32.5 | Lotus Esprit V8 (cold tyres)                                                        | Temporada 01, Episódio 10 |
| 01:32.7 | Audi TT 3.2 quattro                                                                 | —                         |
| 01:32.8 | Honda Civic Type-R (2004 Facelift)                                                  | Temporada 05, Episódio 06 |
| 01:32.8 | Jaguar E-Type (modernised)                                                          | Temporada 06, Episódio 05 |
| 01:32.9 | SEAT León Cupra R                                                                   | Temporada 05, Episódio 06 |
| 01:32.9 | Mercedes-Benz SLK350                                                                | Temporada 05, Episódio 07 |
| 01:33.0 | Audi RS6 (very wet)                                                                 | Temporada 01, Episódio 08 |
| 01:33.0 | Vauxhall Astra VXR                                                                  | Temporada 06, Episódio 09 |
| 01:33.2 | Mercedes-Benz SL55 AMG (owned by Jeremy Clarkson at the time) (very wet)            | Temporada 01, Episódio 06 |
| 01:33.1 | Noble M12 GTO (wet)                                                                 | Temporada 01, Episódio 02 |
| 01:33.3 | Audi Q7 V12 (wet)                                                                   | Temporada 14, Episódio 04 |
| 01:33.3 | Volkswagen Golf Mk.IV R32                                                           | Temporada 01, Episódio 09 |
| 01:33.4 | Cadillac CTS-V First Generation (very wet)                                          | Temporada 06, Episódio 04 |
| 01:33.5 | Honda Civic Type-R (FN2-2007)                                                       | Temporada 10, Episódio 06 |
| 01:33.5 | SEAT Leon Cupra Mk2                                                                 | —                         |
| 01:33.7 | MG ZT 260                                                                           | Temporada 04, Episódio 05 |
| 01:33.7 | Volkswagen Golf Mk.V GTI                                                            | Temporada 05, Episódio 06 |
| 01:33.7 | 2002 Honda NSX-R (very wet)                                                         | Temporada 01, Episódio 06 |
| 01:33.8 | Clio Renault Sport 182                                                              | Temporada 04, Episódio 06 |
| 01:33.9 | Holden Monaro (written as Loser) (wet)                                              | Temporada 03, Episódio 06 |
| 01:34.0 | Renault Mégane 225                                                                  | Temporada 05, Episódio 06 |
| 01:34.0 | Renault Clio 200 Cup (Not Shown on TV)                                              | —                         |
| 01:34.1 | MINI Cooper S Works                                                                 | Temporada 05, Episódio 06 |
| 01:34.2 | Ford Mondeo ST220                                                                   | Temporada 08, Episódio 06 |
| 01:34.6 | Hyundai I30N (very wet)                                                             | Temporada 25, Episódio 04 |
| 01:34.7 | Jaguar XKR (melted snow)                                                            | Temporada 09, Episódio 01 |
| 01:34.9 | Ford Focus ST (written as Asbo ST) (wet)                                            | Temporada 07, Episódio 03 |
| 01:35.0 | Volvo S60 R                                                                         | Temporada 02, Episódio 09 |
| 01:35.2 | Ferrari 575M Maranello (very wet)                                                   | Temporada 01, Episódio 04 |
| 01:35.3 | Vauxhall Vectra VXR                                                                 | Temporada 08, Episódio 06 |
| 01:35.4 | Renault Avantime (tuned by presenters)                                              | Temporada 12, Episódio 03 |
| 01:35.5 | Fiat 500 Abarth Essesse SS                                                          | Temporada 12, Episódio 02 |
| 01:35.5 | Mercedes-Benz E55 AMG (very wet)                                                    | Temporada 01, Episódio 08 |
| 01:35.6 | Alfa Romeo 147 GTA                                                                  | Temporada 02, Episódio 08 |
| 01:35.6 | Lotus Elise (wet)                                                                   | Temporada 01, Episódio 07 |
| 01:35.7 | Citroën C4 VTS                                                                      | Temporada 05, Episódio 06 |
| 01:36.1 | Aston Martin Vanquish (very wet)                                                    | Temporada 01, Episódio 04 |
| 01:36.2 | Renault Clio V6 Sport (very wet, spin before finishline)                            | Temporada 02, Episódio 05 |
| 01:36.9 | Alfa Romeo Brera 2.2                                                                | Temporada 09, Episódio 02 |
| 01:37.0 | Mercedes-Benz SL500 (Ronnie O'Sullivan's)                                           | Temporada 04, Episódio 04 |
| 01:37.0 | Porsche Boxster (very wet)                                                          | Temporada 03, Episódio 02 |
| 01:37.3 | BMW Z4 3.0i (very wet) (E85)                                                        | Temporada 03, Episódio 02 |
| 01:37.4 | Honda S2000 (very wet)                                                              | Temporada 03, Episódio 02 |
| 01:37.8 | Eagle Low Drag GT (very wet)                                                        | Temporada 22, Episódio 07 |
| 01:37.9 | Saab 9-5 Aero                                                                       | Temporada 03, Episódio 03 |
| 01:38.0 | Maserati 4200 GT (very wet)                                                         | Temporada 01, Episódio 08 |
| 01:38.0 | Honda Civic Type-R (EP3)                                                            | Temporada 01, Episódio 02 |
| 01:38.2 | Alfa Romeo 8C Competizione (very wet)                                               | Temporada 11, Episódio 04 |
| 01:39.0 | Subaru Impreza WRX (Europe-spec)                                                    | Temporada 01, Episódio 02 |
| 01:39.3 | Volkswagen Golf GTI Mk7 (very wet)                                                  | Temporada 25, Episódio 04 |
| 01:39.4 | Bowler Wildcat                                                                      | Temporada 02, Episódio 01 |
| 01:40.4 | Morgan 3 Wheeler (written as Morgan Tricycle)                                       | Temporada 18, Episódio 06 |
| 01:40.8 | Bentley Arnage T (wet)                                                              | Temporada 01, Episódio 05 |
| 01:41.0 | Ford Mondeo 2.0i                                                                    | Temporada 01, Episódio 04 |
| 01:42.5 | Renault Avantime                                                                    | Temporada 12, Episódio 03 |
| 01:43.2 | BMW 318i (E46)                                                                      | Temporada 01, Episódio 04 |
| 01:44.0 | Overfinch 580 S (very wet)                                                          | Temporada 02, Episódio 10 |
| 01:45.5 | Caterham 7 160 (wet)                                                                | Temporada 21, Episódio 04 |
| 01:46.0 | Aston Martin DB5                                                                    | Temporada 06, Episódio 05 |
| 01:48.2 | Hawk HF3000 (wet) (Kit car with Alfa Romeo V6 engine – spun twice during timed lap) | Temporada 14, Episódio 03 |
| 01:49.1 | Smart Fortwo Brabus (very wet)                                                      | Temporada 24, Episódio 04 |
| 01:50.3 | Spitfire Bentley                                                                    | Temporada 18, Episódio 06 |
| 02:02.5 | Brutus                                                                              | Temporada 18, Episódio 06 |
| 18:37.0 | Porsche Pain Au Chocolat (Foot pedalled by Richard Hammond)                         | Temporada 15, Episódio 05 |
| DNF     | Porsche 959 (Broke down during lap)                                                 | Temporada 16, Episódio 06 |
| DNF     | Reliant Robin (Rolled on the first corner)                                          | Temporada 15, Episódio 02 |
| DNS     | Ferrari F40 (Car did not start; Broke down at the start line)                       | Temporada 16, Episódio 06 |

### Pilotos de F1
Os Pilotos de F1 pilotam um Suzuki Liana branco para anotarem seus tempos.
| No. | Piloto             | Tempo  | Temporada | Episódio | Notas                                                             |
| --- | ------------------ | ------ | --------- | -------- | ----------------------------------------------------------------- |
| 1   | Daniel Ricciardo   | 1:42.2 | 22        | 3        | Marcou 3 voltas com tempos idênticos                              |
| 2   | Lewis Hamilton     | 1:42.9 | 19        | 4        | Segunda tentativa                                                 |
| 3   | Mark Webber        | 1:43.1 | 20        | 6        | Segunda tentativa                                                 |
| 4   | Sebastian Vettel   | 1:44.0 | 17        | 3        |                                                                   |
| 5   | Rubens Barrichello | 1:44.3 | 15        | 3        |                                                                   |
| 6   | Ben Collins        | 1:44.4 | 8         | 2        | The Stig II (removed from the board during interview with Vettel) |
| 7   | Nigel Mansell      | 1:44.6 | 7         | 5        |                                                                   |
| 8   | Lewis Hamilton     | 1:44.7 | 10        | 8        | Wet & oily                                                        |
| 9   | Jenson Button      | 1:44.7 | 8         | 8        | Hot                                                               |
| 10  | Jenson Button      | 1:44.9 | 14        | 5        | Second attempt. Wet                                               |
| 11  | Perry McCarthy     | 1:46.0 | —         | —        | The Stig I (removed from the board)                               |
| 12  | Kimi Räikkönen     | 1:46.1 | 18        | 7        | Very wet                                                          |
| 13  | Damon Hill         | 1:46.3 | 6         | 5        |                                                                   |
| 14  | Mark Webber        | 1:47.1 | 6         | 10       | Extremely wet                                                     |
| 15  | Michael Schumacher | DNF    | 13        | 1        | Joke lap – DNF                                                    |

## Na Cultura Popular
A Top Gear test track já fez aparições em outros programas de TV, como o Scrapheap Challenge e Primeval

### Jogos Eletrônicos
Top Gear test track é um dos circuitos presentes em vários jogos eletrônicos de corrida, a saber: Gran Turismo 5 Prologue, Gran Turismo 5, Grand Prix Legends, rFactor, World Racing 2
, Forza Motorsport 4, Forza Motorsport 5, Forza Motorsport 6 e Forza Motorsport 7.